# Lothar Hermann
Lothar Hermann (Quirnbach, 11 novembre 1901 – Buenos Aires, 6 luglio 1974) è stato un superstite dell'Olocausto tedesco grazie al quale si arrivò alla cattura del criminale nazista Adolf Eichmann nel 1960.

## Biografia
Hermann nacque l'11 novembre del 1901 a Quirnbach, un comune della Renania. Alcuni dei suoi fratelli morirono molto piccoli. Dopo aver terminato la scuola, completò un apprendistato presso Wittlich, nella casa tessile ebraica di Stulz. Successivamente trovò impiego come ufficiale di raccolta e divenne membro del partito comunista tedesco. Si suppone che Hermann, insieme a suo fratello, abbia contrabbandato valuta estera dalla Germania alla Francia con lo scopo di sostenere la comunità ebraica. Nel 1935 fu arrestato dalla Gestapo e portato nel campo di concentramento di Dachau, dove venne accusato di spionaggio e sottoposto a torture. A causa delle percosse subite perse la vista.
Hermann riuscì a sfuggire all'Olocausto nel 1938, rifugiandosi per un breve periodo prima a Rotterdam e poi a Montevideo, per poi partire per l'Argentina, dove si stabilì a Buenos Aires.

## La scoperta di Eichmann
Al termine della Seconda guerra mondiale, Hermann si trovava con la sua famiglia a Buenos Aires. Nel 1956 la figlia di Hermann, Silvia, prese a frequentare il figlio di Eichmann, Klaus. Nessuno dei due ragazzi conosceva la storia delle rispettive famiglie; così, quando Silvia condusse Klaus a casa dei suoi genitori e Hermann chiese al figlio del criminale nazista che cosa avesse fatto il padre in Germania durante il nazismo, egli gli disse: «È stato in guerra ed abbiamo fatto numerosi trasferimenti, abitando per un certo tempo perfino a Praga. Papà diceva che eravamo lì per diffondere nel mondo i valori tedeschi». Hermann chiese alla figlia come si chiamasse il suo ragazzo, ma dopo aver sentito il nome di Eichmann rimase sconvolto. Poco fiducioso nelle autorità argentine, Hermann scrisse a Fritz Bauer, il procuratore generale tedesco che stava dando la caccia ai nazisti superstiti: «La informo che, secondo le mie informazioni, qui a Buenos Aires vive il criminale nazista Adolf Eichmann!». Cercò poi di convincere la figlia, che nel frattempo aveva lasciato Klaus Eichmann, di riallacciare nuovamente i rapporti con il figlio dello sterminatore di Auschwitz, in modo da verificarne con assoluta certezza l'identità. Da quel momento si mise in moto la macchina che nel maggio 1960 avrebbe permesso al Mossad, il servizio segreto israeliano, di rapire Eichmann per condurlo in Israele dove, al termine di un lungo processo, venne impiccato il 31 maggio 1962. Per timore di rappresaglie da parte dei nazisti superstiti, Hermann fece emigrare nel 1974 la figlia negli Stati Uniti, dove vive tuttora sotto un'altra identità.